# Municipio de Schiller
El municipio de Schiller (en inglés: Schiller Township) es un municipio ubicado en el condado de McHenry en el estado estadounidense de Dakota del Norte. En el año 2010 tenía una población de 48 habitantes y una densidad poblacional de 0,51 personas por km².

## Geografía
El municipio de Schiller se encuentra ubicado en las coordenadas 47°58′30″N 100°16′15″O / 47.97500, -100.27083. Según la Oficina del Censo de los Estados Unidos, el municipio tiene una superficie total de 94.36 km², de la cual 91,77 km² corresponden a tierra firme y (2,74 %) 2,58 km² es agua.

## Demografía
Según el censo de 2010, había 48 personas residiendo en el municipio de Schiller. La densidad de población era de 0,51 hab./km². De los 48 habitantes, el municipio de Schiller estaba compuesto por el 93,75 % blancos y el 6,25 % eran de una mezcla de razas. Del total de la población el 0 % eran hispanos o latinos de cualquier raza.